# (2687) Tortali
(2687) Tortali est un astéroïde de la ceinture principale.

## Description
(2687) Tortali est un astéroïde de la ceinture principale. Il fut découvert le 18 avril 1982 à la station Anderson Mesa par Martin Watt. Il présente une orbite caractérisée par un demi-grand axe de 2,52 UA, une excentricité de 0,13 et une inclinaison de 10,1° par rapport à l'écliptique.

## Compléments